# Porzecze (gmina w województwie poleskim)
Porzecze – dawna gmina wiejska istniejąca do 1939 roku w woj. poleskim (obecnie na Białorusi). Siedzibą gminy było Porzecze.
W okresie międzywojennym gmina Porzecze należała do powiatu pińskiego w woj. poleskim. 12 kwietnia 1928 roku do gminy Porzecze przyłączono wieś Borowa ze zniesionej gminy Drużyłowicze. Po wojnie obszar gminy Porzecze wszedł w struktury administracyjne Związku Radzieckiego.